# Tony Bianco
Pour les articles homonymes, voir Bianco (homonymie).
Tony Bianco est un batteur de jazz américain qui réside à Londres.
Doté d'une technique et d'une rapidité exceptionnelle il a souvent été comparé à Billy Cobham et a joué et enregistré avec les plus grands représentants de la scène free internationale (Evan Parker, Dave Liebman, Paul Dunmall, Alexander von Schlippenbach, Elton Dean…). Parmi ses projets les plus récents figurent le trio douBt (avec Alex Maguire et Michel Delville) et un album live (Relevance, Red Toucan, 2009) réalisé en collaboration avec Evan Parker et Dave Liebman, réunis pour la toute première fois sur cet album.
Bianco figure dans le Top5 des meilleurs batteurs de jazz de l'Annual Jazz Station Poll du producteur brésilien Arnaldo DeSouteiro.

## Discographie partielle
- 1997 : Elton Dean, Sea of Infinity (Hux Records)
- 2001 : Hour Glass (Emanem)
- 2003 : In a Western Sense (33 records, 2003)[2]
- 2003 : Monkey Dance (FMR)
- 2009 : douBt, Never Pet a Burning Dog (Moonjune)
- 2009 : Spirits Past and Future (Duns-limited)
- 2010 : Relevance (Red Toucan)
- 2011 : Machine Mass Trio, As Real as Thinking (Moonjune)
- 2012 : Tony Bianco/Paul Dunmall, Thank You to John Coltrane (SLAM)
- 2012 : douBt, Mercy, Pity, Peace & Love (Moonjune)
- 2014 : Tony Bianco's Utoma Quartet (FMR)
- 2014 : Machine Mass feat. Dave Liebman, INTI (Moonjune)
- 2015 : Evan Parker/Paul Dunmall/Tony Bianco, Extremes (Red Toucan)

### Articles de journaux
- (en) John Fordham, « Tony Bianco, In a Western Sense », The Guardian,‎ 20 août 2004 (lire en ligne).

### Webographie
- « douBt ; "Never Pet A Burning Dog" », sur le site www.culturejazz.fr.
- (en) « Tony Bianco Discography », sur le site Discogs.